# 克魯奇克
50°8′40″N 35°24′39″E / 50.14444°N 35.41083°E
克魯奇克（烏克蘭語：Кручик）是位於烏克蘭東部的村莊，由哈爾科夫州博霍杜希夫區的博霍杜希夫市鎮負責管轄。該村處於梅爾拉河畔，始建於1770年，面積2.55平方公里，海拔高度120米，2001年人口856。